# Buslinie 65
Die West-Berliner Buslinie 65 (bis 1966: A65) wurde am 26. November 1958 von der BVG eingerichtet. Die Absicht hierbei war, mit einer parallel zur Berliner Ringbahn verlaufenden Buslinie der von der Deutschen Reichsbahn betriebenen S-Bahn Konkurrenz zu machen. Die Linie führte zunächst von Charlottenburg über das erste Teilstück der neugebauten Stadtautobahn vom Kurfürstendamm bis zum Hohenzollerndamm bis zum Flughafen Tempelhof. Am 28. September 1960 wurde die Fahrt auf der Stadtautobahn vom Hohenzollerndamm bis zur Abfahrt Detmolder Straße verlängert. 1962 wurde die Endhaltestellen in den Bezirk Neukölln am Schulenburgpark sowie in das neue Wohngebiet Charlottenburg-Nord verlegt. Die Stadtautobahn, die spätere A 100, war zu diesem Zeitpunkt noch nicht vollständig in Betrieb.

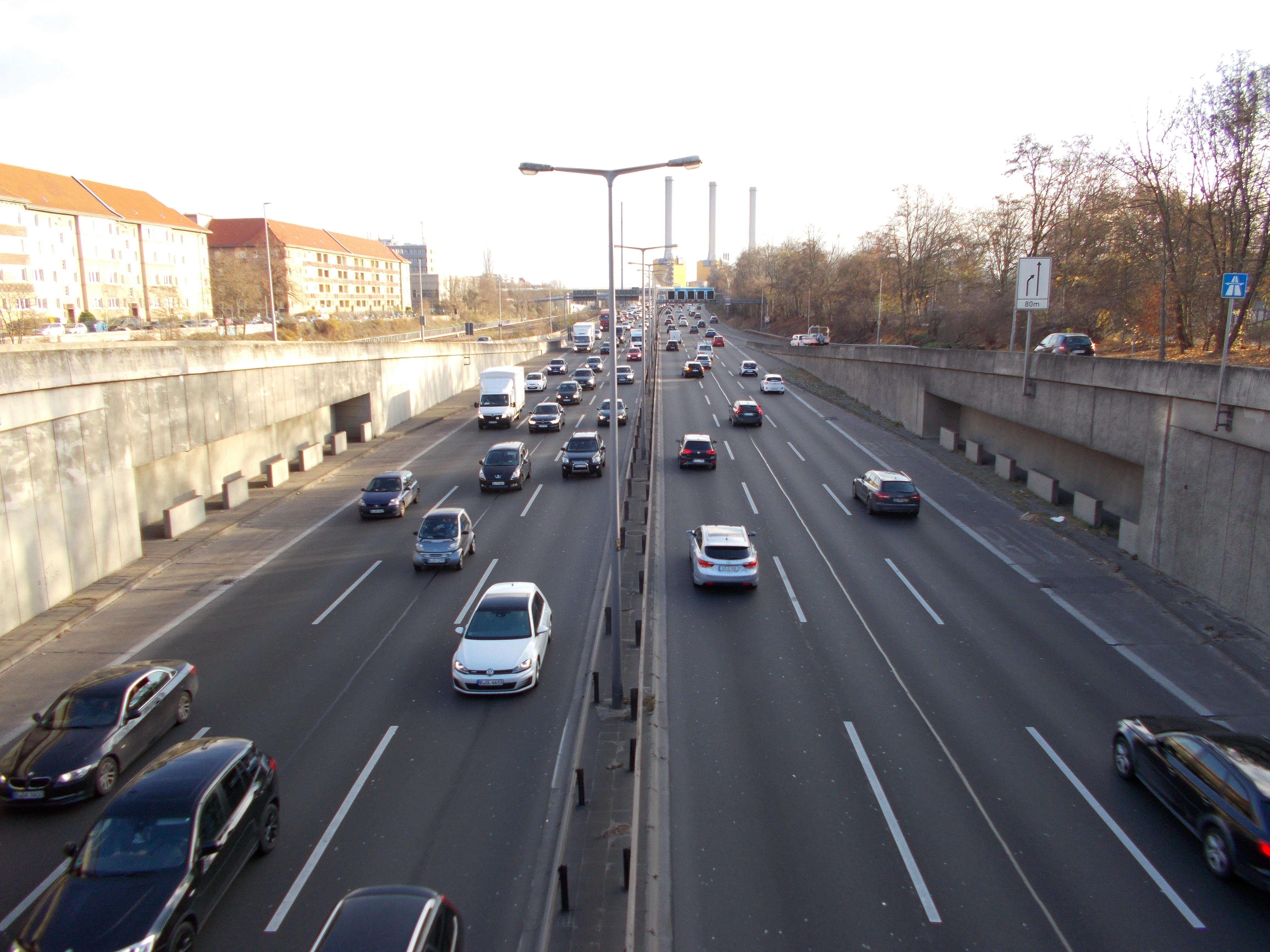
Ehemalige Haltestelle der Linie 65 an der A 100. Die Fahrbahnmarkierung BUS ist in der Haltebucht rechts noch gut sichtbar

Für die Haltestellen wurden neben der Standspur Haltebuchten mit Wartehäuschen angelegt, die über Treppenhäuser mit dem übrigen Straßenland verbunden waren.
Am 20. Dezember 1963 wurde die Linie bereits am Jakob-Kaiser-Platz auf die Stadtautobahn gelegt und fuhr erst am damaligen Ende der Stadtautobahn, an der Detmolder Straße, wieder ab. 
Am 1. Mai 1971 wurde die Linie 65 im Norden über den als Autobahn ausgebauten Goerdelerdamm, der ab Sommer 1973 den Nordring der Stadtautobahn bildete, zum U-Bahnhof Seestraße verlängert. 
Damit befuhr ab 22. August 1973 die Linie 65 die Stadtautobahn auf der gesamten vorhandenen Länge. 
Im Autobahntunnel Innsbrucker Platz liegt eine bis heute nie genutzte Haltestelle der Linie 65, die Haltebucht dient heute als Nothaltebucht für liegengebliebene Kraftfahrzeuge, der angedachte Treppenzugang bildet heute den Notausgang und mündet in der Verteilerebene der U-Bahn. In den Plänen zum Tunnel ist die Haltestelle noch verzeichnet, nach der Fertigstellung wurde sie allerdings nicht benutzt, die Gründe sind bis heute nicht bekannt. Vermutlich fehlte die jahrzehntelang geplante Fortsetzung der Stadtautobahn unter dem ehemaligen Reichsbahngelände am Sachsendamm, wodurch die Fortführung zunächst nicht möglich war. Als die Stadtautobahn weitergeführt wurde, war die Linie 65 bereits von der südlichen Stadtautobahn gezogen worden. Fraglich ist auch, welche Umsteigemöglichkeit man zwischen den Buslinien 84 und 65 schaffen wollte. 
Die Fahrzeit betrug 1980 vom U-Bahnhof Seestraße bis zum Schulenburgpark in Neukölln 58 Minuten. Die Fahrt auf dem Stadtring dauerte 20 Minuten. 1979 wurde die Linie zunächst zwischen Hohenzollerndamm und Wexstraße von der Autobahn genommen, ab 1985 aufgrund von Sanierungsarbeiten auf der Autobahn bereits ab Halenseestraße über die parallel verlaufenden Straßen gezogen. 1986 folgte die Abfahrt bereits an der Autobahnausfahrt Kaiserdamm, dies wurde mit Straßenbauarbeiten auf der Autobahn begründet. Auch nach Beendigung dieser Bauarbeiten verblieb die Linie jedoch zwischen Knobelsdorffstraße/Kaiserdamm und Wexstraße vor dem Innsbrucker Platz auf den Stadtstraßen. Am 2. Juni 1991 wurden die Buslinien in ein dreistelliges Nummernsystem für den gesamten Verkehrsverbund Berlin-Brandenburg (VBB) eingeteilt, die alte Linie 65 erhielt nun die Nummer 105.  
Mit der Inbetriebnahme des S-Bahn-Südrings im Dezember 1993 wurde die Linie überflüssig und noch im Dezember 1993 eingestellt. Einige Haltestellen auf der Berliner Stadtautobahn sind aktuell noch sichtbar.